# 72nd (Duke of Albany’s Own Highlanders) Regiment of Foot

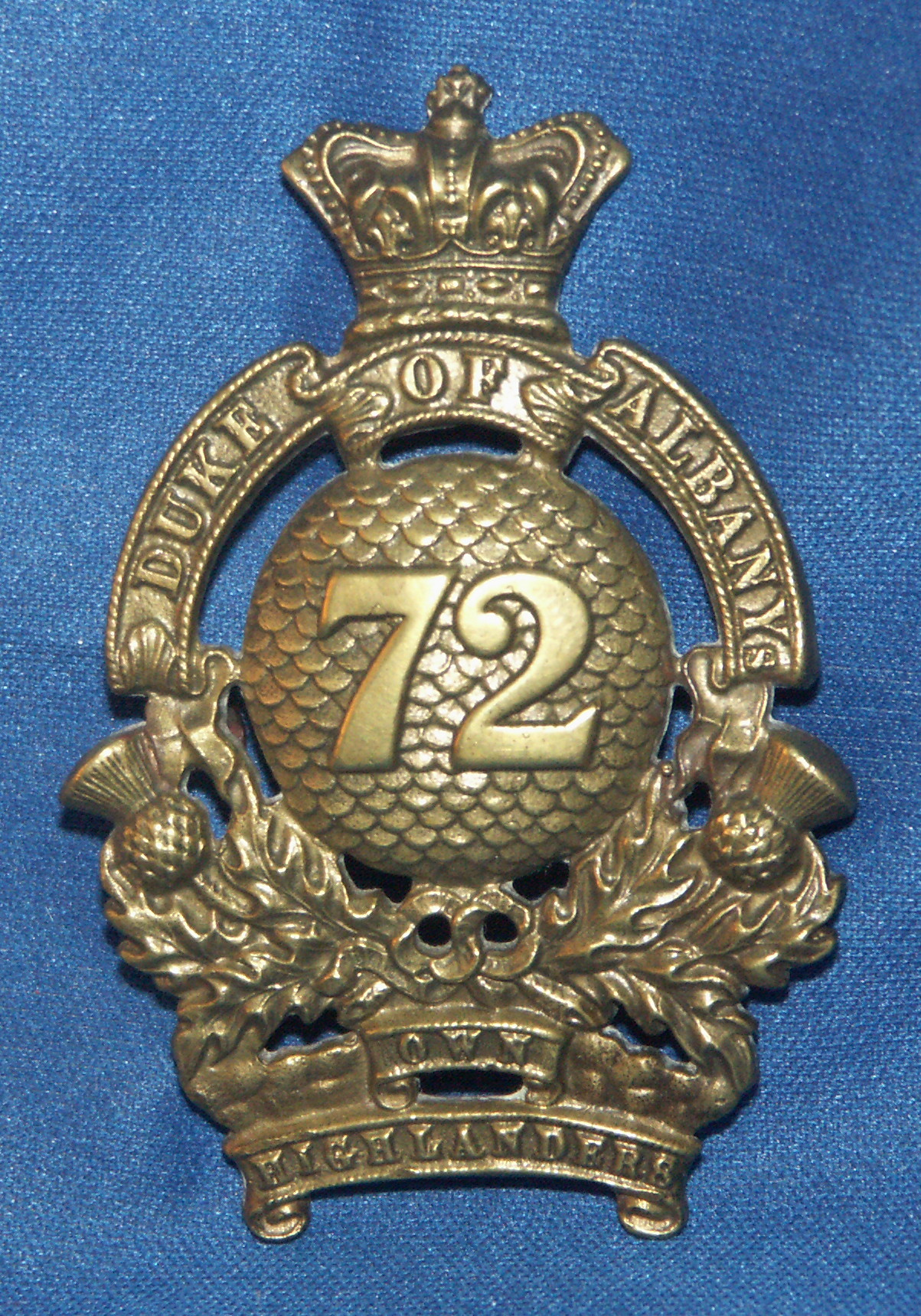
Mützenabzeichen des 72nd Regiment of Foot

Das 72nd (Duke of Albany’s Own Highlanders) Regiment of Foot, auch bekannt als Seaforth (Highland) Regiment war ein schottisches Linieninfanterieregiment der britischen Armee, das von 1778 bis 1881 bestand.

## Geschichte

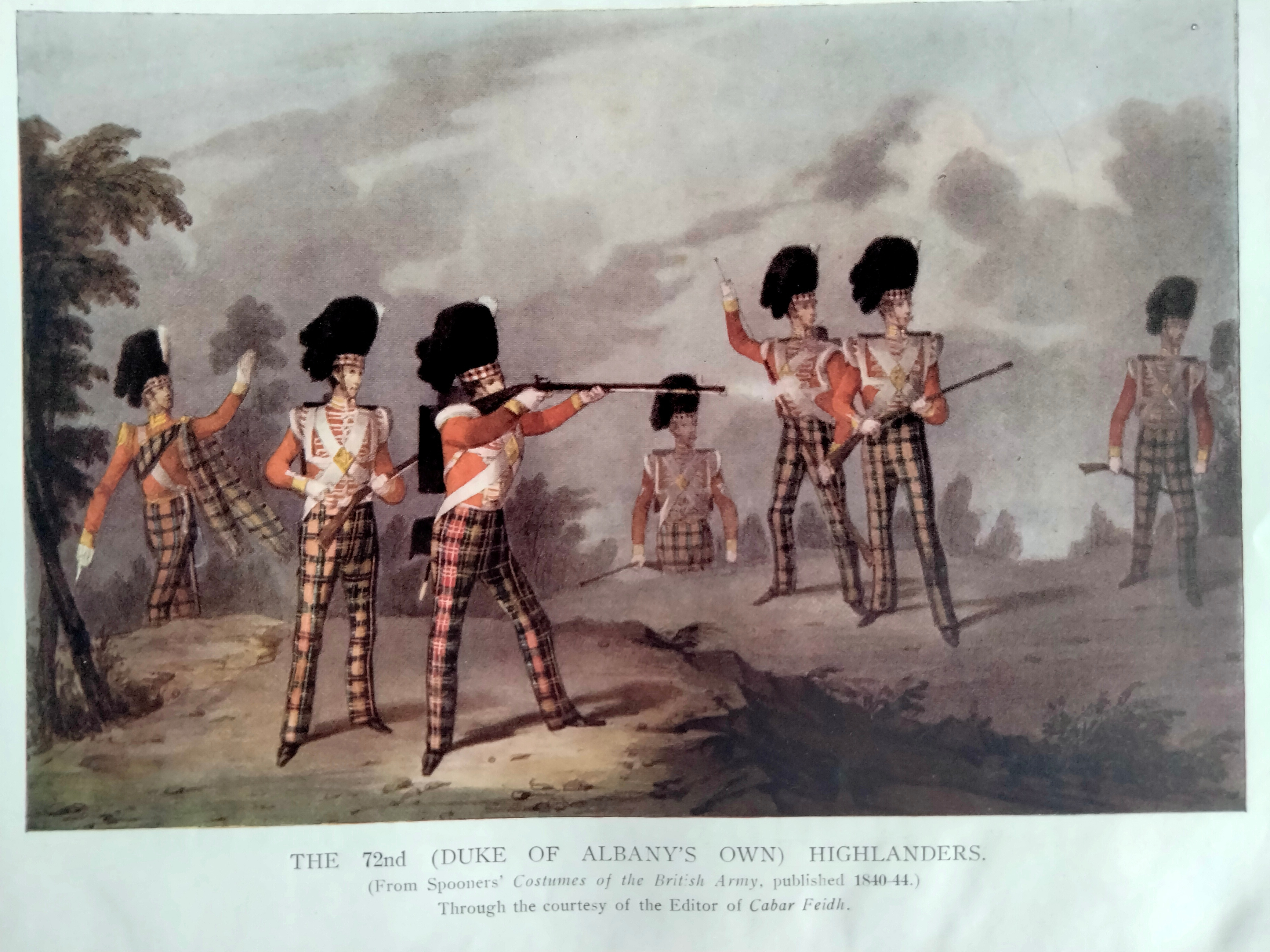
Uniform der 72nd Highlanders, 1844

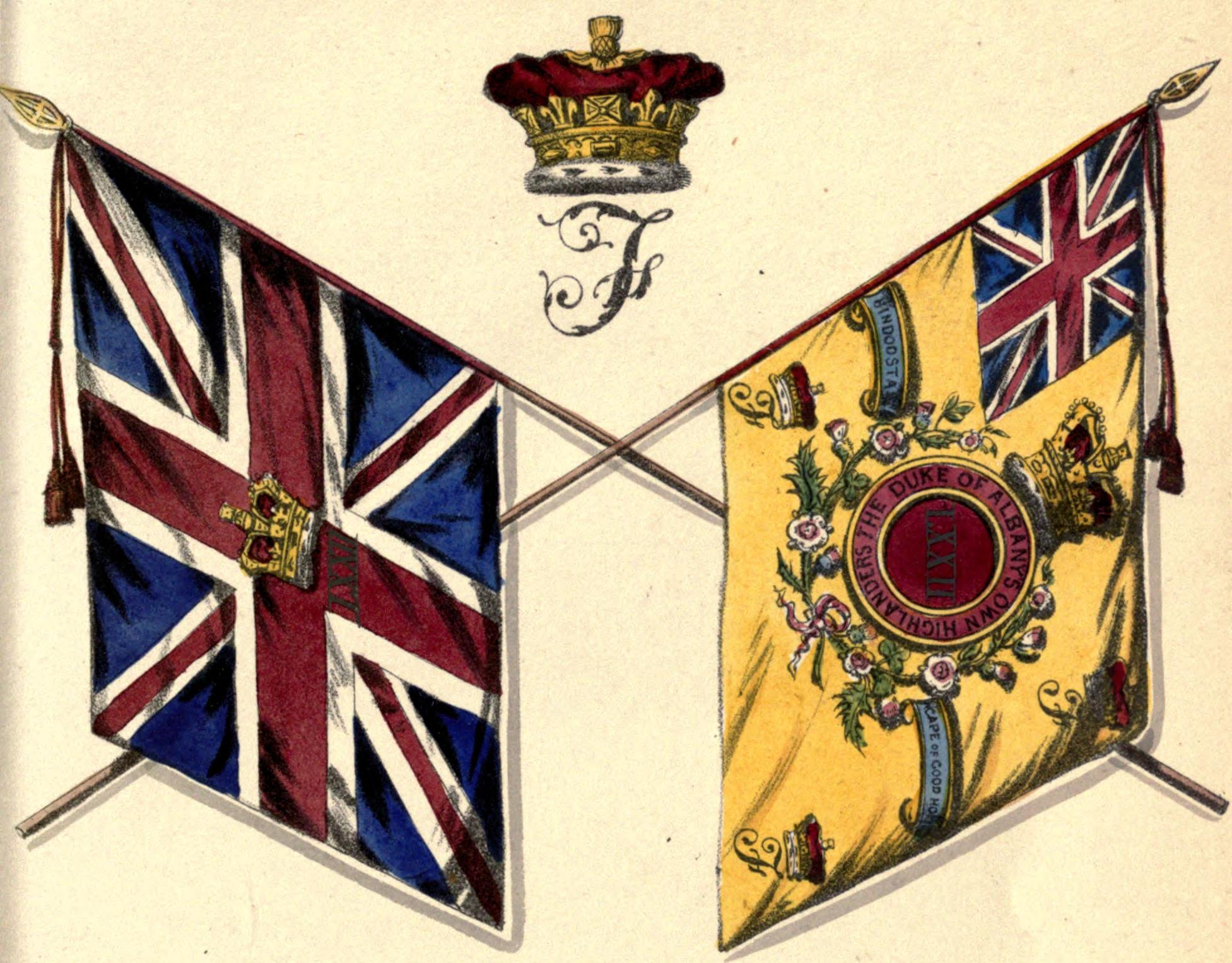
Regimentsfahnen des 72nd Regiment of Foot, 1848

Das Regiment wurde am 8. Januar 1778 als Seaforth (Highland) Regiment von Kenneth Mackenzie, 1. Earl of Seaforth gegründet, als Zeichen der Loyalität und Dankbarkeit für die Restaurierung des Earldoms seiner Familie, das während des Jakobitenaufstands von 1715 eingezogen worden war. Das Regiment wurde in den westlichen Highlands rekrutiert und im Mai 1778 in Elgin, seinem ersten Stützpunkt, aufgestellt. Am 18. Juli 1778 wurde das Regiment als 78th (Highland) Regiment of Foot nummeriert, führte aber auch den Alternativnamen Seaforth (Highland) Regiment weiter. Am 26. April 1786 wurde es zu 72nd (Highland) Regiment of Foot umbenannt.
Das Regiment bestand die meiste Zeit seines Bestehens über aus einem Bataillon, während der Napoleonischen Kriege wurde 1804 ein zweites Bataillon aufgestellt, das nach Kriegsende 1816 wieder aufgelöst wurde.
Am 7. April 1809 verlor das Regiment seinen „Highland“-Status mit dem Recht, eine „schottische“ Uniform (mit Tartan etc.) zu tragen, und der Name des Regiments wurde zu 72rd Regiment of Foot verkürzt. Am 19. Dezember 1823 erhielt es den „Highland“-Status zurück und wurde zu Ehren von Prince Frederick Augustus, Duke of York and Albany zu 72nd (or Duke of Albany’s Own Highlanders) Regiment of Foot umbenannt. Statt einem Kilt wurden im Regiment in der Folgezeit hauptsächlich Trews getragen.
Am 1. Juli 1881 wurde das Regiment im Rahmen der Childers-Reformen mit dem 78th (Highlanders) Regiment of Foot („The Ross-shire Buffs“) zum Regiment Seaforth Highlanders (Ross-shire Buffs) verschmolzen. Dieses wurde 1961 mit den Queen’s Own Cameron Highlanders zu den Queen’s Own Highlanders (Seaforth and Camerons) verschmolzen. Dieses wiederum wurde 2006 mit anderen Regimentern zum Royal Regiment of Scotland zusammengeschlossen. Das heutige 4. Bataillon des Royal Regiment of Scotland führt die Tradition des 72nd Regiment of Foot weiter.

## Regimental Colonels
Dem Regiment stand zunächst ein Lieutenant-Colonel Commandant und ab dem 26. April 1786 ein Colonel vor.

### Lieutenant-Colonels Commandant
- 1778–1781: Col. Kenneth Mackenzie, 1. Earl of Seaforth
- 1782–1783: Col. Thomas Frederick Mackenzie Humberston[1]
- 1783–1786: Lt-Gen. James Murray[2]

### Colonels
- 1786–1794: Lt-Gen. James Murray
- 1794–1798: Lt-Gen. Sir Adam Williamson
- 1798–1815: Gen. James Stuart
- 1815–1817: Gen. Sir Rowland Hill, 1. Viscount Hill
- 1817–1823: Gen. Sir George Murray
- 1823–1836: Lt-Gen. Sir John Hope
- 1836–1847: Lt-Gen. Sir Colin Campbell
- 1847–1851: Lt-Gen. Sir Neil Douglas
- 1851–1870: Gen. Sir John Aitchison[3]
- 1870: Gen. Charles George James Arbuthnot
- 1870–1881: Gen. Charles Gascoyne
- 1881: Gen. Sir Edward Selby Smyth

## Battle Honours
Dem Regiment wurden folgende Battle Honours verliehen (englische Originalbezeichnungen):
- Hindoostan
- Cape of Good Hope 1806
- Sevastopol
- Central India
- Peiwar Kotal
- Charasiah
- Kabul 1879
- Afghanistan 1878–80
- Kandahar 1880